# Andrija Mutnjaković
Andrija Mutnjaković (Osijek, 29. studenoga 1929.), hrvatski arhitekt, urbanist, teoretičar arhitekture i umjetnosti, dizajner i oblikovatelj interijera, pisac monografskih bilješki, esejist i akademik.
Između brojnih nagrada dobio je 1990. godišnju nagradu Vladimir Nazor za urbanizam, te 2003. istu nagradu za životno djelo na području arhitekture i urbanizma.

## Životopis
Redoviti je član Hrvatske akademije znanosti i umjetnosti.

## Važnija ostvarenja unutrašnjeg oblikovanja
- Filmoteka 16, Savska 9 u Zagrebu (1965.)
- Scotch Club, ugao Dalmatinske ulice i Frankopanske ulice (podrum) u Zagrebu (1973.)
- Dramsko kazalište Gavella, Frankopanska ulica u Zagrebu, (1975.)

## Važnija arhitektonska ostvarenja
- Gimnazija Lucijana Vranjanina, Trg hrvatskih Pavlina 1, Zagreb (1989. – 1990.)
- Nacionalna i sveučilišna knjižnica u Prištini (1982.)
- Kazalište Trešnja u Zagrebu (1964. – 1999.) - u suradnji s Lujom Schwererom.

## Djela
(nepotpun popis)
- Arhitektonika pape Siksta V., Hrvatska akademija znanosti i umjetnosti : Art studio Azinović, Zagreb, 2010., ISBN 9789531549158; ISBN 9789536271672

## Galerija
- Kazalište Trešnja
- Nacionalna i sveučilišna knjižnica u Prištini